# 本江遺跡
座標: 北緯36度43分34.1秒 東経137度22分30.71秒 / 北緯36.726139度 東経137.3751972度
本江遺跡（ほんごういせき）は、富山県滑川市本江589に所在する複合遺跡である。富山県指定史跡に指定されている。

## 概要
郷川左岸の隆起扇状地末端部の台地上に位置する、縄文時代後期と古墳時代初期にかけて複合遺跡であり、古墳時代の竪穴建物跡が3棟あるが、うち1号建物跡は、外壁平面形が五角形で、内側に方形掘り込みがあり、その中心に炉が設けられているのが特徴である。これは富山県内初の発見例となっていて、全国的にも珍しいとされる。
遺跡の範囲は滑川市本江から中新川郡上市町広野新にまたがり、上市町側では広野新遺跡と呼称している。このため、かつては本江・広野新遺跡と呼ばれていた。
遺跡の発見は第二次世界大戦後と考えられている。1970年（昭和45年）8月、上市町広野新での圃場整備工事中に作業員が縄文土器の破片を偶然発見する。さらに1971年（昭和46年）4月には、滑川市側にて、地元の小学生3人が本江地内の畑や農業用水で縄文土器や石器を発見したのを機に発掘調査が本格化した。
1972年（昭和47年）2月26日に富山県指定史跡となり、その後大半が水田となったものの、竪穴建物跡など一部に案内板を設置するなど整備され、1975年（昭和50年）5月15日に遺跡が公園として整備され、現在に至る。

## アクセス
- 富山地方鉄道本線中加積駅から車で10分[3]。
- あいの風とやま鉄道線滑川駅からコミュニティバス『のるmycar』小森ルート乗車、本江バス停から徒歩10分[3]。
- E8北陸自動車道滑川ICから車で7分[3]。